# アジアのラジオ放送局の一覧
アジアのラジオ放送局の一覧（アジアのラジオほうそうきょくのいちらん）はアジアのラジオ放送局の一覧である。

## 日本
- 日本のラジオ放送局
- コミュニティ放送局一覧

## 韓国
- FEBC
- 韓国放送公社（KBSワールドラジオもここから放送される）
- 圓音放送
- 基督教放送
- 京畿放送
- 交通放送
- 国楽FM放送
- 仏教放送
- 平和放送

## 台湾
- 台湾国際放送（RTI）〔中央広播電台〕
- 中国広播公司（BCC）
- 警察広播電台
- 漢声広播電台
- 正声広播公司
- 国立教育広播電台
- 港都聯播網
- 飛碟電台
- ICRT
- Hit FM
- ETFM

## 香港
- 香港商業電台
  - 商業電台 雷霆881 (CRHK1) - 88.1 FM
  - 商業電台 叱咤903 (CRHK2) - 90.3 FM

- 香港電台
  - 香港電台第一台 (RTHK1) - 92.6-93.5 FM
  - 香港電台第二台 (RTHK2) - 94.8-96.3 FM
  - 香港電台第三台 (RTHK3) - 97.9-107.8 FM
  - 香港電台第四台 (RTHK4) - 97.6-98.1 FM
  - 香港電台第五台 (RTHK5) - 99.4-106.8 FM
  - 香港電台普通話台 (RTHK-PTH) - 100.9-103.3 FM
  - More Information
  - Chinese wikipedia - Chinese Vision
  - English Chinese - English Vision

- 新城電台
  - 新城娯楽台 (Metro Showbiz) - 99.7-102.1 FM
  - 新城財経台 (Metro Finance) - 102.4-106.3 FM

- Beijing Music Radio

## スリランカ
- Sri Lanka Broadcasting Corporation formerly known as Radio Ceylon

## インド
- 98.3 FM Radio Mirchi

## 参照
- ラジオ放送局の一覧